# Raul y Gianluca Cestaro
Raul y Gianluca Cestaro (Nápoles, Italia, 26 de febrero de 1975) son dibujantes de cómic italianos que trabajan en pareja.

## Biografía
Hermanos mellizos, tras el diploma de secundaria asistieron a los cursos de escenografía de la Academia de Bellas Artes de Nápoles. Debutaron en el mundo del cómic realizando una historia breve publicada en la revista de Lucca Il Fulmicotone, en 2004. El año siguiente, ilustraron el álbum n.° 2 de la revista napolitana ENGASO 0.220. En 1996 dibujaron, junto a Giancarlo Alessandrini, Kid, una strana storia, álbum especial realizado en ocasión del centenario de la historieta para Lucca Comics. En 1996 empezaron su colaboración con la editorial Bonelli, ilustrando Robinson Hart, publicado en Zona X, con guion de Luigi Mignacco.
En 1999 se dedicaron al álbum n.° 2 de la colección Eduardo - Il teatro a fumetti de la editorial Elledì '91. En 2000 pasaron al equipo del cómic policíaco Nick Raider, del que ilustraron los números 158 y 175. En 2003 dibujaron un episodio de la historieta del Oeste Tex, el cómic más popular de Italia, con guion de Claudio Nizzi; en los años siguientes dibujaron otras historias de este personaje con textos de Tito Faraci. Posteriormente, trabajaron para Dylan Dog, del que son los actuales portadistas. También se desempeñan en calidad de visual artists para videoclips y cortos de animación y como profesores de la "Scuola Italiana di Comix" de Nápoles.